# Krîmne, Stara Vîjivka
Krîmne (în ucraineană Кримне) este localitatea de reședință a comunei Krîmne din raionul Stara Vîjivka, regiunea Volînia, Ucraina.

## Demografie
Componența lingvistică a localității Krîmne
     Ucraineană (99,95%)
     Alte limbi (0,05%)
Conform recensământului din 2001, majoritatea populației localității Krîmne era vorbitoare de ucraineană (99,95%), existând în minoritate și vorbitori de alte limbi.